# John W. Nystrom
John William Nystrom (geboren als Johan Vilhem Nyström, * 1825 in Småland; † 11. Mai 1885 in Philadelphia, Pennsylvania) war ein in Schweden geborener US-amerikanischer Ingenieur. Er lebte hauptsächlich in Philadelphia.

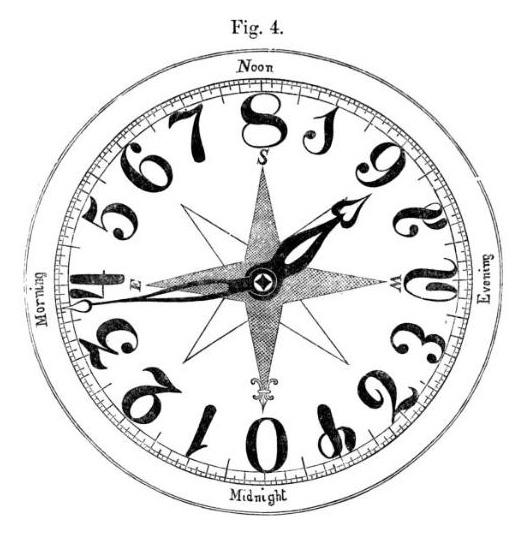
Hexadezimaluhr mit den von Nystrom erfundenen Zeichen

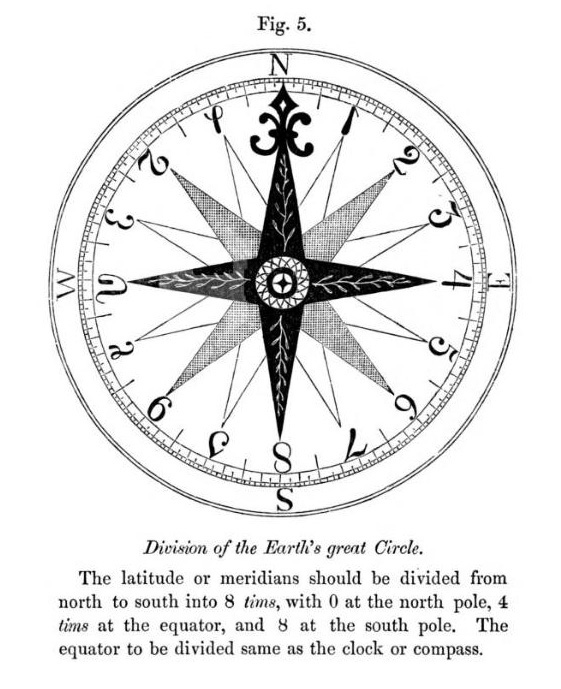
Nystroms hexadezimaler Kompass

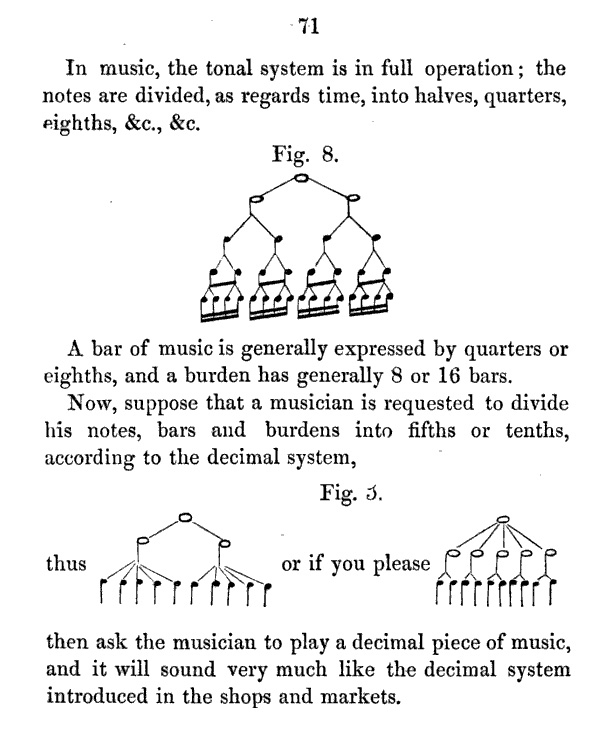
Eine Seite des „Tonal System“-Buches

Nyström studierte an der Königlichen Technischen Hochschule in Stockholm Ingenieurwissenschaften. In den 1840er Jahren emigrierte er in die Vereinigten Staaten, 1854 wurde er US-Bürger.
Als anerkanntem technischem Erfinder wurden ihm mehrere Patente erteilt, zum Beispiel für Schiffspropeller, Kühlaggregate und Rechenmaschinen. Sein Gleitrechenschieber (slide ruler) mit der Patentnummer 7961 vom 4. März 1851 war eines der ersten US-Patente überhaupt.

## Tonales System
Etwa im Jahr 1863 schuf er ein hexadezimales Maßsystem, genannt „tonal system“ (tonales System), mit einem hexadezimalen Zeitformat von 16 Stunden pro Tag.

“I am not afraid, or do not hesitate, to advocate a binary system of arithmetic and metrology. I know I have nature on my side; if I do not succeed to impress upon you its utility and great importance to mankind, it will reflect that much less credit upon our generation, upon scientific men and philosophers.”

„Furchtlos zögere ich nicht für eine binäre Arithmetik und Messtechnik einzutreten. Ich weiß die Natur auf meiner Seite. Falls ich euch nicht von deren Nützlichkeit und großen Bedeutung für die Menschheit überzeugen kann, wirft das eben kein gutes Licht auf unsere Generation, ihre Wissenschaftler und ihre Philosophen.“

Nystrom schlug für seine hexadezimalen Zahlen bzw. Ziffern eigenständige Zahlwörter vor.
Das „tonale System“ nannte die Zahl Null „noll“ und zählte dann weiter (von eins bis sechzehn):

„An,  de,  ti,  go,  su,  by,  ra,  me,  ni,  ko,  hu,  vy,  la,  po,  fy,  ton.“ (Deshalb tonales System.)

Die Zahlen „sechzehn-und-eins“, „sechzehn-zwei“ usw. sollten demnach „ton-an“, „ton-de“ etc. heißen.
Die 100hex = 256dec nannte Nystrom „san“, die 1000hex = 4.096dec „mill“ und die 1.0000hex = 65.536dec „bong“.
Der Vorschlag eines hexadezimalen Maßsystems hatte ebenso wenig Erfolg wie der Vorschlag eigenständiger Zahlwörter.

## Duodenales System
Im Jahr 1875 schlug Nystrom dann ein duodezimales System vor, welches er als duodenales System bezeichnete.